# Manuel Valdés Solar
Manuel Valdés Solar (Arica, 26 de octubre de 1919) fue un abogado, agricultor y político chileno. Diputado en tres periodos por la Decimoséptima Agrupación Departamental "Concepción, Tomé, Talcahuano, Yumbel y Coronel", Región del Biobío, entre 1953 y 1969. 
Nació en Arica el 26 de octubre de 1919, hijo de Eduardo Guillermo Valdés Gaymer y Sofía Solar Matamala. Casado en San Pedro el 24 de diciembre de 1961 con Ana Agdalina Sepúlveda Sayers.
Estudió en el Seminario de Concepción y en la Universidad de Concepción donde se tituló de abogado. Ejerció su profesión y la agricultura.
Durante su carrera política fue miembro del Partido Socialista Popular. Luego fue militante del Partido Nacional y posteriormente del Partido Demócrata Cristiano.
En 1953 fue elegido diputado en representación del PSP por la Decimoséptima Agrupación Departamental, Concepción, Tomé, Talcahuano, Coronel, Yumbel, periodo 1953-1957. Fue elegido por la misma Agrupación Departamental en 1957 y nuevamente en 1965, en ambas ocasiones ya como militante del PDC.
Fue Jefe del Departamento Campesino Nacional y uno de los principales precursores de INDAP en la Provincia de Concepción.